# Montardone (Sant'Angelo Romano)
Montardone ("Montardó" in dialetto santangelese) è una frazione del comune di Sant'Angelo Romano in provincia di Roma. È ubicata sulla via Palombarese, l'arteria che collega la capitale al comune di Palombara Sabina, nel tratto compreso tra Via Genziana e Via Principe Ludovico Potenziani.
La località si trova a circa 3,91 chilometri dal capoluogo comunale di Sant'Angelo Romano, a 140 metri sul livello del mare.